# 2015 em Portugal
Lista dos principais acontecimentos no ano 2015 em Portugal.

## Incumbentes
- Presidente de Portugal: Aníbal Cavaco Silva
- Primeiro-ministro de Portugal: Pedro Passos Coelho (até 26 de novembro de 2015) e António Costa (a partir de 26 de novembro de 2015)
  - Presidente do Governo Regional dos Açores: Vasco Cordeiro
  - Presidente do Governo Regional da Madeira: Alberto João Jardim (até 20 de abril de 2015) e Miguel Albuquerque (a partir de 20 de abril de 2015)

## Eventos
- 28 de fevereiro — Abertura do Museu do Alvarinho, em Monção, que se apresenta como um museu temático dedicado ao vinho da casta Alvarinho.[1]
- 7 de março — Leonor Andrade venceu o Festival RTP da Canção, com a canção Há um mar que nos separa[2]
- 29 de março — Eleições legislativas regionais na Madeira, vencidas pelo candidato do PSD Miguel Albuquerque[3]
- 31 de maio — Extinção do SATU, um sistema de transporte público de Oeiras, cerca de uma década após a sua inauguração.[4]
- 3 de julho — Encerramento definitivo do Wareztuga, o maior site português de streaming, principalmente de séries e filmes.[5]
- 15 de julho — Inauguração do Museu da Misericórdia do Porto (MMIPO), localizado no centro histórico da cidade.[6]
- 26 de agosto — Estabelecimento de um conjunto de penas acessórias (Lei n.º 110/2015, de 26 de agosto) para os crimes contra animais de companhia, entre elas está a proibição de ter animais domésticos por um período de cinco anos, a quem os maltratar ou abandonar.[7]
- 29 de setembro — Teve início a exposição "ComingOut. E se o Museu saísse à rua?", idealizada pelo Museu Nacional de Arte Antiga, que expôs reproduções de altíssima qualidade de 31 obras-primas da sua coleção, nas ruas do centro de Lisboa.[8]
- 1 de outubro — Entraram em vigor as alterações ao regime das pensões de alimentos a prestar aos filhos (Lei n.º 122/2015, de 1 de setembro), cuja principal novidade é que estas pensões se mantêm até aos 25 anos, e não só até aos 18 anos, como acontecia até então.[9]
- 4 de outubro — Eleições legislativas nacionais, vencidas pelo candidato da coligação Portugal à Frente Pedro Passos Coelho[10]
- 8 de outubro — Inauguração do Mudas - Museu de Arte Contemporânea da Madeira, que resulta da transferência do Museu de Arte Contemporânea do Funchal para o Centro das Artes - Casa das Mudas.[11]
- 21 de outubro — Disponibilização da Netflix em Portugal, um provedor legal de streaming de filmes e séries.[12]
- 10 de novembro — Foi aprovada a moção de rejeição ao programa do XX Governo Constitucional liderado por Pedro Passos Coelho, o que implicou a demissão do executivo que se manteve no cargo até a tomada de posse do novo governo.[13]
- 14 de novembro — Foi criado o movimento Direito a Morrer com Dignidade, que que defende a despenalização da eutanásia em Portugal para doentes terminais.[14]
- 26 de novembro — António Costa tomou posse como primeiro-ministro, dando início ao XXI Governo Constitucional.[15]
- 18 de dezembro — A TVI passa em rodapé que o Banif iria ser alvo de uma intervenção pública, uma notícia que contribuiu para a resolução deste banco.[16][17]

## Economia
Abaixo apresentam-se alguns dados estatísticos e estimativas relacionados com a atividade económica em Portugal.
| 1.º trimestre        | 2.º trimestre | 3.º trimestre | 4.º trimestre | Anual  |
| -------------------- | ------------- | ------------- | ------------- | ------ |
| 13,7 %               | 11,9 %        | 11,9 %        | 12,2 %        | 12,4 % |
| Fontes: INE, Pordata |               |               |               |        |

| Portugal continental             | R.A. Açores | R.A. Madeira |
| -------------------------------- | ----------- | ------------ |
| 505,00 €                         | 530,25 €    | 515,10 €     |
| Fontes: INE, Pordata, DGERT/MTSS |             |              |

| Taxa de variação homóloga do PIB, em % Dados encadeados em volume (ano de referência: 2011) | Taxa de variação homóloga do PIB, em % Dados encadeados em volume (ano de referência: 2011) | Taxa de variação homóloga do PIB, em % Dados encadeados em volume (ano de referência: 2011) | Taxa de variação homóloga do PIB, em % Dados encadeados em volume (ano de referência: 2011) | Taxa de variação homóloga do PIB, em % Dados encadeados em volume (ano de referência: 2011) |
| 1.º trimestre                                                                               | 2.º trimestre                                                                               | 3.º trimestre                                                                               | 4.º trimestre                                                                               | Anual                                                                                       |
| ------------------------------------------------------------------------------------------- | ------------------------------------------------------------------------------------------- | ------------------------------------------------------------------------------------------- | ------------------------------------------------------------------------------------------- | ------------------------------------------------------------------------------------------- |
| 1,7                                                                                         | 1,7                                                                                         | 1,6                                                                                         | 1,4                                                                                         | 1,6                                                                                         |
| Fonte: INE, BP, Pordata                                                                     |                                                                                             |                                                                                             |                                                                                             |                                                                                             |

| PIB a preços constantes (base: 2011) | PIB a preços constantes (base: 2011) |
| Valor                                | Valor per capita                     |
| ------------------------------------ | ------------------------------------ |
| 171 725,4                            | 16 578,9                             |
| Fontes: INE, BP, Pordata             |                                      |

Balança comercial (em milhões de euros)
| Exportações        | Exportações | Exportações | Importações | Importações | Importações | Balança comercial | Balança comercial | Balança comercial |
| Bens               | Serviços    | Total       | Bens        | Serviços    | Total       | Bens              | Serviços          | Total             |
| ------------------ | ----------- | ----------- | ----------- | ----------- | ----------- | ----------------- | ----------------- | ----------------- |
| 49 115,9           | 25 177,9    | 74 293,8    | 58 386,0    | 12 742,5    | 71 128,5    | −9 270,1          | 12 435,5          | 3 165,4           |
| Fonte: BP, Pordata |             |             |             |             |             |                   |                   |                   |

## Desporto
- Portugal nos Jogos Europeus de 2015

### Andebol
- Campeonato Português de Andebol de 2014–15 — vencido pelo Futebol Clube do Porto

### Automobilismo
- Campeonato Nacional de Ralis
- Campeonato Nacional de Todo–o–Terreno
- Campeonato Nacional de Velocidade
- Campeonato Nacional de Montanha
- Rali de Portugal
- Rali Vinho da Madeira

### Basquetebol
- Campeonato Português de Basquetebol de 2014–15

### Ciclismo
- Volta a Portugal
- Volta ao Alentejo
- Volta ao Algarve
- GP de Torres Vedras

### Futebol
- Primeira Liga de 2014–15 — vencida pelo Sport Lisboa e Benfica
- Segunda Liga de 2014–15 — vencida pelo Clube Desportivo de Tondela
- Taça de Portugal de 2014–15 — vencida pelo Sporting Clube de Portugal
- Taça da Liga de 2014–15 — vencida pelo Sport Lisboa e Benfica
- Supertaça Cândido de Oliveira de 2015 — vencida pelo Sport Lisboa e Benfica
- Campeonato Nacional de Seniores de 2014–15 — vencido pelo Clube Desportivo de Mafra

### Hóquei em patins
- Campeonato Português de Hóquei em Patins de 2014–15 — vencida pelo Sport Lisboa e Benfica
- Taça de Portugal de Hóquei em Patins de 2014–15 — vencida pelo Sport Lisboa e Benfica

## Demografia
Abaixo seguem-se alguns dados estatísticos e estimativas sobre a população portuguesa em 2015.
População residente
| População total      | Homens    | Mulheres  |
| -------------------- | --------- | --------- |
| 10 358 100           | 4 912 600 | 5 445 500 |
| Fontes: INE, Pordata |           |           |

| Total de imigrantes legais            |
| ------------------------------------- |
| 383 759 (3,7% da população residente) |
| Fontes: INE, Pordata, SEF/MAI         |

Variação natural da população
| Nados-vivos          | Óbitos  | Saldo natural | Taxa bruta de natalidade (por mil) | Taxa bruta de mortalidade (por mil) | Saldo natural (por mil) |
| -------------------- | ------- | ------------- | ---------------------------------- | ----------------------------------- | ----------------------- |
| 85 500               | 108 511 | −23 011       | 8,3                                | 10,5                                | -2,2                    |
| Fontes: INE, Pordata |         |               |                                    |                                     |                         |

Migrações
| Emigrantes permanentes | Taxa de emigração (por mil) | Saldo migratório |
| ---------------------- | --------------------------- | ---------------- |
| 40 377                 | 9,8                         | −10,5            |
| Fontes: INE, Pordata   |                             |                  |

## Mortes

### Janeiro
- 6 — Filipa Vacondeus, chef de cozinha (n. 1933)[38]
- 23 — Miguel Galvão Teles, advogado (n. 1939)[39]
- 25 — Mário Jacques, ator (n. 1939)[40]

### Fevereiro
- 15 — Luísa Dacosta, escritora (n. 1927)[41]
- 20 — António Sousa Gomes, político (n. 1936)[42]
- 21 — Helder Baptista, professor e escultor (n. 1932)[43]
- 24 — Maria Zamora, atriz (n. 1973)[44]
- 27 — Fernando Alvim, músico (n. 1934)[45]

### Março
- 6 — João Francisco Marques, padre, ensaísta, professor (n. 1929)[46]
- 8 — Bárbara Virgínia, realizadora, atriz, locutora de rádio, declamadora (n. 1923)[47]
- 23 — Herberto Hélder, poeta (n. 1930)[48]
- 26 — Luís Miguel Rocha, escritor (n. 1976)[49]
- 29 — Armando Sevinate Pinto, político (n. 1946)[50]

### Abril
- 2 — Manoel de Oliveira, cineasta (n. 1908)[51]
- 2 — José da Silva Lopes, economista (n. 1932)[52]
- 17 — Mariano Gago, físico de partículas e político (n. 1948)[53]
- 20 — Pedro Pires de Miranda, engenheiro e político (n. 1928)[54]

### Maio
- 2 — Francisco Castro Rodrigues, arquiteto (n. 1920)[55]
- 9 — Eduardo Pereira, engenheiro e político (n. 1927)[56]
- 19 — Maria Nobre Franco, galerista, colecionadora e curadora de arte (n. 1938)[57]
- 21 — Joaquim Durão, jogador de xadrez (n. 1930)[58]

### Junho
- 7 — António Manuel Baptista, físico e divulgador de ciência (n. 1924)[59]
- 9 — Nuno Melo, ator (n. 1960)[60]
- 17 — António Garcia, designer (n. 1925)[61]
- 20 — Teresa Pais, jornalista (n. 1967)[62]

### Julho
- 7 — Maria Barroso, atriz, professora e primeira-dama (n. 1925)[63]

### Agosto
- 5 — Ana Hatherly, escritora e artista plástica (n. 1929)[64]

### Setembro
- 7 — Bernardino Vasconcelos, médico e político (n. 1946)[65]
- 8 — Delfina Cruz, atriz (n. 1946)[66]
- 25 — Georgette Duarte, atleta (n. 1925)[67]

### Outubro
- 3 — José Vilhena, cartunista e humorista (n. 1927)[68]
- 7 — Ângelo da Cunha Pinto, farmacêutico e professor radicado no Brasil (n. 1948)[69]
- 14 — António da Silva, chef de cozinha e personalidade televisiva (n. 1934)[70]

### Novembro
- 1 — José Fonseca e Costa, cineasta e ator (n. 1933)[71]
- 7 — Pancho Guedes, arquiteto, escultor e pintor (n. 1925)[72]
- 11 — Paulo Cunha e Silva, político (n. 1962)[73]

### Dezembro
- 25 — Carlos Corrêa Gago, político (n. 1934)[74]